# Stenocarsia solomonis
Stenocarsia solomonis är en fjärilsart som beskrevs av George Francis Hampson 1926. Stenocarsia solomonis ingår i släktet Stenocarsia och familjen nattflyn. Inga underarter finns listade i Catalogue of Life.